# John Bull (Komponist)

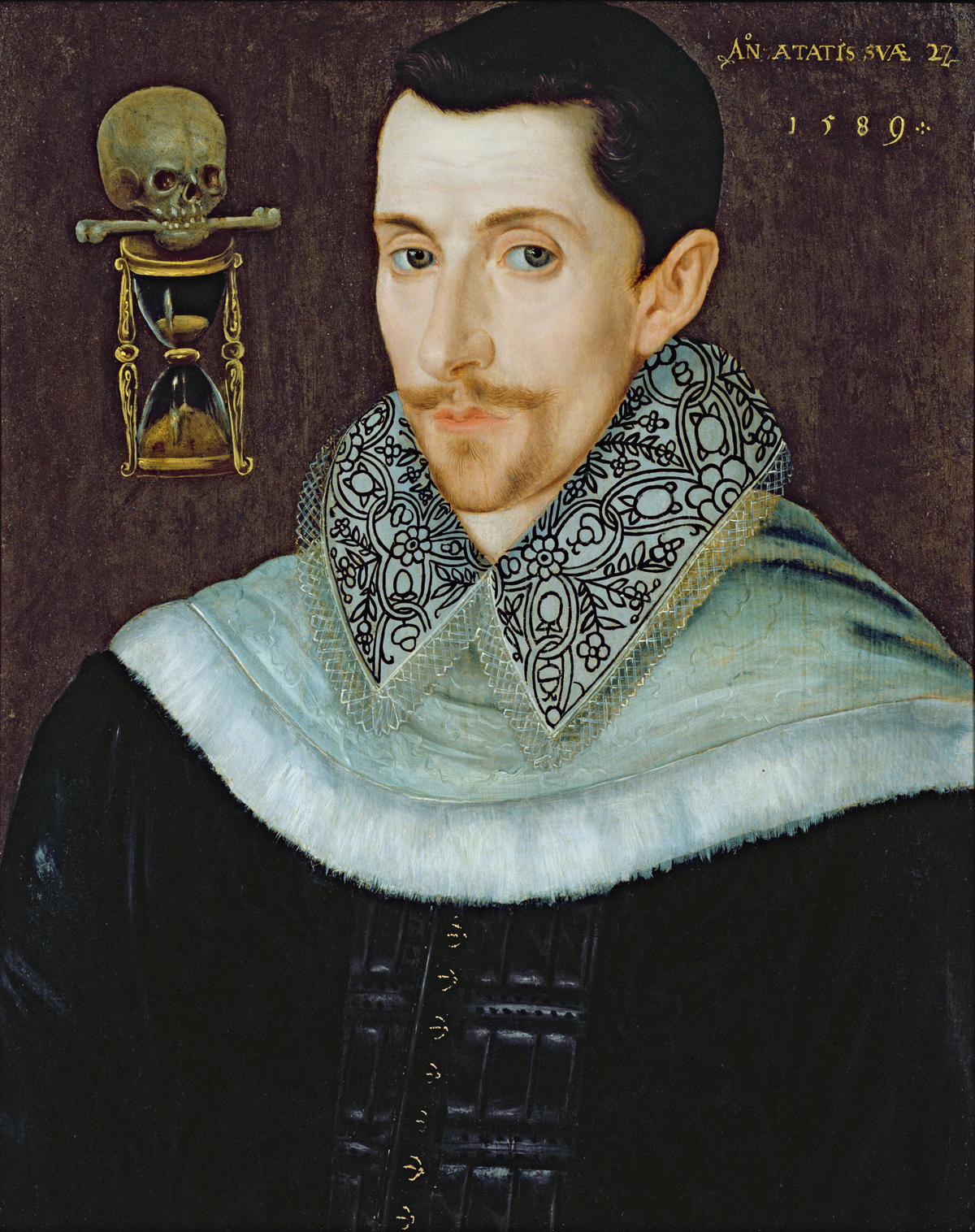
John Bull, 1589, sogenanntes 'Oxford Portrait', Faculty of Music, University of Oxford

John Bull (* 1562/1563 in Somerset; † 13. März 1628 in Antwerpen) war ein englischer Organist, Cembalist und Komponist. Er zählte neben William Byrd zu den bedeutendsten englischen Virginalisten der elisabethanischen und jakobinischen Epoche.

## Leben und Wirken
John Bull wurde 1573 Kapellknabe an der Hereford Cathedral, wo er unter dem Domorganisten John Hodges arbeitete. Schon im nächsten Jahr 1574 wurde er wahrscheinlich Mitglied der Children of the Chapel Royal, wo der Organist John Blitheman sein Lehrer wurde. 1582 bekam Bull seine erste Anstellung als Organist, wieder an der Kathedrale zu Hereford. Im Januar 1586 wurde er offiziell zum Gentleman of the Chapel Royal unter Elisabeth I. von England, die sein Spiel offenbar sehr bewunderte. Daneben erwarb er den Titel eines Doktors der Musik in Cambridge (1589) und Oxford (1592); als Dr. Bull war er offenbar auch allgemein bekannt, jedenfalls wird er in den Manuskripten häufig so genannt. Nach dem Tode seines ehemaligen Lehrers John Blitheman 1591 übernahm Bull dessen Posten als Organist der Chapel Royal. Trotz dieser Posten bei Hofe scheint er finanzielle Probleme gehabt zu haben, denn er machte Eingaben an die Königin, mit der Bitte um Erhöhung seiner Bezüge (20. April 1591). Im Mai 1592 wurde Bull das Opfer eines Raubüberfalls in der Nähe von Tewkesbury.
Seine finanzielle Situation besserte sich, als er 1597 zusammen mit sechs anderen Gelehrten zum Professor am Gresham College in London berufen wurde (bis 1607); Bull bekam von der Königin eine Extra-Erlaubnis, dass er seine Lesungen ausschließlich auf Englisch halten durfte (und nicht auf Latein, wie sonst üblich); ansonsten musste er, wie alle anderen Professoren, unverheiratet sein.
1601–1602 scheint der Komponist ernstlich krank gewesen zu sein. Eine früher für diesen Zeitraum angenommene Reise auf den Kontinent, oder gar Spionagetätigkeit für die Königin, ist nicht belegt. Bull gehörte nicht zu den privaten Musikern Elisabeths I, es ist also nur dokumentiert, dass er bei offiziellen Empfängen und Hoffesten, in Anwesenheit ausländischer Gäste und Botschafter Orgel spielte. Nach dem Tode Elisabeths I 1603 blieb Bull auch unter Jakob I in königlichen Diensten.
Im Dezember 1607 verlor er seinen Posten am Gresham College, weil er die 24-jährige Elisabeth Walter heiratete (Bull war ca. 45 Jahre alt). Sie bekamen eine Tochter.
1609–1610 versuchte sich Bull als Orgelbauer für Erzherzog Albrecht, den Statthalter der spanischen Niederlande; im Verlaufe dieser Ereignisse wurde er auf einer Seereise von Piraten ausgeraubt, und der Erzherzog musste sich nach eineinhalb Jahren Wartezeit einen anderen Orgelbauer suchen.
Ab ca. 1610 hatte Bull enge Verbindungen zum Hofe Prinz Henrys, des englischen Thronfolgers. Er scheint aber nicht dessen offizieller Lehrer gewesen zu sein, im Gegensatz zu Prinzessin Elisabeth, die er offiziell ab 1612 unterrichtete. Als Elisabeth 1613 mit Prinz Friedrich von der Pfalz (dem späteren Winterkönig) verheiratet wurde, erhielt sie als Hochzeitsgeschenk den ersten gedruckten Band mit englischer Virginalmusik, Parthenia or the Maydenhead; diese Sammlung war dem königlichen Brautpaar gewidmet, und enthält acht Stücke von William Byrd, sieben von John Bull und sechs von Orlando Gibbons. Es sind die einzigen publizierten Werke von Bull. Bei der Hochzeit wurde außerdem Bulls Anthem God the Father, God the Son aufgeführt (verschollen).
Im gleichen Jahr 1613, auf dem Höhepunkt seiner englischen Musikerlaufbahn, floh Bull überraschend nach Brüssel an den Hof Erzherzog Albrechts und seiner Frau Isabella Clara Eugenia. Bull selber behauptete, er werde in England wegen seines katholischen Glaubens verfolgt; England wiederum bezichtigte Bull der öffentlichen Beleidigung eines Geistlichen, des Ehebruchs und anderer Verbrechen, und verlangte seine Auslieferung vom Statthalter. Dieser sah sich gezwungen, den Virtuosen Ende 1614 aus diplomatischen Gründen zu entlassen, unterstützte ihn jedoch bis 1618 weiterhin mit Zahlungen aus seiner Privatschatulle. Bull ging nach Antwerpen, wo er sich ab 1615 zunächst mehr schlecht als recht als Hilfsorganist durchschlug, und sogar Almosen bezog. Nach dem Tode von Raymondus Waelrant übernahm Bull dessen Amt als Organist der Kathedrale (am 29. Dezember 1617).
John Bull starb 1628 und wurde auf dem Südfriedhof in Antwerpen begraben.
Bull war mindestens seit 1609 befreundet mit Peter Philips, der wie er katholisch war, und als Hoforganist in Brüssel wirkte. Es ist nicht erwiesen, ob Bull den in Amsterdam wirkenden niederländischen Organisten Jan Pieterszoon Sweelinck persönlich kannte, wie manchmal behauptet wird. Es ist allerdings sehr wahrscheinlich, dass er die berühmte Cembalobauer-Familie Ruckers kannte, die in Antwerpen lebten und wirkten.

## Werk
John Bull war einer der bedeutendsten Komponisten von Tastenmusik und unzweifelhaft der größte Tastenvirtuose, den die Welt bis dahin gesehen hatte – und das in einer Epoche, die man als den ersten ganz großen Höhepunkt auf dem Gebiet der Musik für Orgel und Cembalo bezeichnen kann, und die international eine ganze Reihe geistreicher Virtuosen hervorbrachte, z. B. in England: William Byrd, Giles Farnaby, Thomas Tomkins; in Italien: Andrea Gabrieli, Claudio Merulo, Giovanni Maria Trabaci, Girolamo Frescobaldi; in den Niederlanden: Sweelinck; in Spanien: Cabezòn, Correa de Arauxo u. a.
Allein 44 von Bulls Kompositionen für Cembalo, Virginal oder Orgel sind im Fitzwilliam Virginal Book enthalten, darunter einige seiner bedeutendsten Werke. Er hinterließ insgesamt über 140 Tasten-Werke in allen möglichen Gattungen, wie Cantusfirmus- und Choral-Bearbeitungen (In Nomines, Miserere, Salve Regina u. a.), Fantasien, Variationen, Tänze und Charakterstücke. Diese Stücke lassen sich stilistisch zumindest teilweise in Frühwerke, Reifezeit und Spätwerke (aus der niederländischen Zeit) einteilen; die Cantusfirmus-Werke sind eine Weiterentwicklung des traditionellen, etwas trockenen Tudor-Orgelstils. Es muss betont werden, dass es extrem ungerecht wäre, Bull als bloßen 'Tastenakrobaten' abzutun, was er zwar war, was man aber auch als positiv ansehen kann. Dabei fällt auf, dass Bulls Musik ein hohes, ja brillantes geistiges Niveau aufweist und z. T. extrem fantasie- und kunstvoll gemacht ist, mit einer Vorliebe für Imitationen und Kanontechniken, manchmal auf kleinstem Raum. Er schöpft einfach in jeder Hinsicht aus dem Vollen.
Zu seinen brillantesten und virtuosesten Bravourstücken gehören u. a. die 30 fantasievollen Variationen über Walsingham, die das Fitzwilliam Virginal Book einleiten; hier verwendet er zahlreiche, für seine Zeit gewagte Figurationen wie gebrochene Oktav- und Sextparallelen, schnelle gebrochene Akkorde, Tonrepetitionen, Sechzehntelsextolen usw. Der Walsingham ist jedoch keineswegs eine kalte etüdenhafte Aneinanderreihung technischer Probleme, sondern von einem Prinzip der Steigerung bestimmt, und immer wieder von poetischen oder tiefsinnigeren Momenten unterbrochen – ein Feuerwerk. Technisch eigentlich noch anspruchsvoller, mit langen Sechzehntelläufen in beiden Händen gleichzeitig, zahlreichen Terz- und Sextenparallelen in schnellen Läufen und anderen, z. T. rhythmischen Finessen, sind Bulls Version der Quadran Pavan mit Variatio und Galliard, und ein sehr virtuoses Ut Re Mi Fa Sol La (Fitzwilliam Virginal Book, Band 2, S. 281); letzteres freilich zu lang und trocken für das moderne Ohr.
Zu Bulls musikalisch bedeutendsten, schönsten und tiefsinnigsten Werken zählen ganz allgemein seine Pavanen und Galliarden. Darunter stechen ganz besonders hervor: Die sogenannte Fantastic Pavan (Name nicht von Bull), zu der es zwei Galliarden gibt; und die Chromatic Pavan and Galliard, die auch als Queen Elisabeth’s Pavan überliefert ist und möglicherweise nach dem Tode der Königin als Trauermusik komponiert wurde.
Ganz außergewöhnlich und eine kompositorische Glanzleistung ist Bulls 'chromatisches’ (eigentlich 'enharmonisches') Ut Re Mi Fa Sol La, mit Hexachordeinsätzen auf allen 12 Tonstufen; da dieses Stück in mitteltöniger Stimmung nicht spielbar ist, war es vermutlich für ein cembalo cromatico mit gebrochenen Obertasten für die Halbtöne konzipiert, wie sie vor allem in Italien verwendet wurden (Trabaci, Ascanio Mayone). Eine Sonderstellung hat auch das geheimnisvolle In Nomine IX, das in einem außergewöhnlichen 11/4-Takt geschrieben ist; dieses Stück ist nicht nur mit virtuosen Terzenparallelen gespickt, sondern auch musikalisch geistreich und nach neuesten Erkenntnissen mit Zahlensymbolik präpariert.
Zu Bulls bedeutendsten Werken kann man auch einige einfachere kleine Charakterstücke zählen, die oft von besonderem Charme und Reiz sind, wie z. B. The Duke of Brunswick’s Alman, The Duchess of Brunswick’s Toy, oder Dr. Bull’s Juel (= Jewel).
Neben diesem umfangreichen Tasten-Oeuvre sind auch einige Vokal- und Ensemblewerke erhalten, besonders Anthems, und über 120 instrumentale Kanons (davon 116 über das Miserere).

## Notenausgaben
- J. Steele, Francis Cameron, rev. by Alan Brown (Hrsg.): John Bull: Keyboard Music I (= Musica Britannica 14). Stainer & Bell, London 1960/2001.
- Thurston Dart, rev. by Alan Brown (Hrsg.): John Bull: Keyboard Music II (= Musica Britannica 19). Stainer & Bell, London 1960 / 2016.
- J. A. Fuller Maitland, W. Barclay Squire (Hrsg.), Blanche Winogron (Korr. u. Hrsg.): The Fitzwilliam Virginal Book (revised Dover Edition). 2 Bde. Dover Publications, New York 1979/1980.
- PARTHENIA or the Maydenhead of the first musicke that ever was printed for the Virginalls. Performer’s Facsimiles, New York 1985.